# Oligoryzomys nigripes
La rata pigmea de patas negras (Oligoryzomys nigripes) es una especie de roedor de la familia Cricetidae propia de Sudamérica. Se lo encuentra en Argentina, Brasil, Paraguay.